# شرکت ملی نفت‌کش ایران
شرکت ملی نفتکش ایران (به انگلیسی: National Iranian Tanker Company) شرکت انتقال نفت ایرانی است، که از شرکت‌های تابعه شرکت ملی نفت ایران می‌باشد. این شرکت در سال ۱۳۳۴ تأسیس شد و در سال ۱۳۴۹ کلیه سهام آن به شرکت ملی نفت ایران واگذار گردید. شرکت ملی نفت‌کش با در اختیار داشتن ۴۲ اَبَرنفت‌کش، بزرگ‌ترین شرکت نفت‌کش در جهان می‌باشد. این شرکت نفت خام ایران را به بازارهای صادراتی انتقال می‌دهد، همچنین این شرکت پیش‌تر محموله‌های نفتی را برای برخی از ۱۵۰ شرکت نفتی در سراسر جهان، از جمله شل، توتال، آرامکو، شرکت دولتی نفت کویت و ادنوک ترابری می‌کرد.

## تاریخچه
- ۱۹۵۵: شرکت ملی نفت‌کش ایران درحالی تأسیس شد که صادرات نفت به بیرون توسط کشتی‌های نفت‌کش خارجی ممنوع اعلام شده بود.
- ۱۹۷۰: شرکت ملی نفت‌کش با شرکت ملی نفت ایران ادغام شدند.
- ۱۹۷۵: طبق ماده جدید انجمن، شرکت ملی نفت‌کش ایران به عنوان یک شرکت ترابری مستقل به ثبت رسید و این درحالی انجام گرفت که تمامی سهام آن متعلق به شرکت ملی نفت ایران بود.
- ۱۹۸۰: با آغاز جنگ ایران و عراق این شرکت عملکرد خوبی داشته و توانسته ۲٫۵ میلیون بشکه نفت خام در روز را در خطرناکترین مناطق عملیاتی جنگی انتقال دهد که ۱۵۰ دریانورد در جریان نزدیک به ۲۰۰ حمله هوایی به شهادت رسیدند.
- ۱۹۸۹: آغاز پروژه ساخت ۳۰ نفت‌کش با ظرفیت ۶٫۰۰۰٫۰۰۰ تن با بهره‌گیری از اعتبار بیش از ۱/۸ میلیارد دلار از منابع مالی بین‌المللی.
- ۲۰۰۰: خصوصی‌سازی این شرکت در انطباق با قانون سوم، ۵ ساله طرح توسعه تجارت است.
- ۲۰۰۵: پنجاهمین سالگرد تأسیس

## سهامداران و مالکیت
شرکت ملی نفتکش ایران در ۲۶ شهریور سال ۱۳۳۴ به صورت شرکت سهامی خاص توسط بنیاد پهلوی سابق تأسیس شده و طی شماره ۴۸۹۱ در اداره ثبت شرکت‌ها و مالکیت صنعتی تهران به ثبت رسیده‌است.
سهام شرکت ملی نفتکش ایران در چند مرحله به شرکت ملی نفت ایران واگذار شده و سرانجام در سال ۱۳۴۹ مالکیت همهٔ سهام شرکت به شرکت ملی نفت ایران تعلق یافت.

### سهامداران فعلی
بر اساس آخرین اطلاعات در دسترس سهامداران شرکت ملی نفتکش ایران به شرح زیر است:
- سهام ممتاز شرکت در دست دولت
- ۳۴٪ در اختیار صندوق بازنشستگی کارکنان صنعت نفت
- ۳۳٪ در اختیار سازمان تأمین اجتماعی
- ۳۳٪ در اختیار صندوق بازنشستگی کشوری[۹]

طبق اظهارات مدیر عامل سابق شرکت ملی نفت ایران، رایزنی‌ها برای بازگشت کامل شرکت ملی نفتکش به وزارت نفت، در سال ۱۳۹۸ در دست اقدام بوده‌استو در پی این اقدامات سران قوا مسوولیت اداره مستقیم این شرکت را برای ۲ سال در سال‌های ۱۳۹۹ و ۱۴۰۰ به وزارت نفت محول کرد. هم‌اکنون مسوولیت نصب هیئت مدیره و اداره شرکت، برعهده سهام دار اصلی شرکت، وزارت تعاون، کار و رفاه اجتماعی می‌باشد.

## فعالیت‌ها
درآمد شرکت ملی نفتکش ایران تا پایان ۲۰ مارس ۲۰۰۹، ۱٫۵ میلیارد دلار می‌باشد که از این میان سهم درآمد از اروپا ۵۱ درصد، آسیا ۲۶ درصد، آفریقا ۱۵ درصد و ۸ درصد از سایر نقاط جهان، از جمله کانادا، ونزوئلا و آمریکای لاتین بوده‌است.
در سال ۲۰۰۸ این شرکت ۱۰۳ میلیون تن از فراورده‌های نفتی به خارج از ایران صادر کرده‌است.
حضور پر رنگ و مؤثر ناوگان شرکت ملی نفتکش در پروژه تزریق میعانات گازی میدان مشترک پارس جنوبی به سکوی سروش در تاریخ صنعت نفت ایران بی‌سابقه بوده و موجبات تحسین و قدردانی شرکت نفت فلات قاره ایران از زحمات پرسنل نفتکش و مجموعه شرکت ملی نفتکش را به همراه داشت که این امر نشان از تخصص و کلیدی بودن این شرکت در انبار، صادرات و حتی افتتاح پروژه‌های کلیدی در صنعت نفت را نشان می‌دهد.

## تحریم
ایالات متحده آمریکا، اولین کشوری بود که این شرکت را به به دلیل کمک‌رسانی به برنامه هسته‌ای ایران، تحریم کرد. مدتی بعد، اتحادیه اروپا نیز این شرکت را تحریم و از ارائه بیمه‌نامه و پذیرش کشتی‌های این شرکت در بنادر کشورهای عضو این اتحادیه، امتناع کرد. در پی این تحریم، ایران، دادخواستی را نزد دادگاه عمومی اروپا تسلیم و خواستار لغو این حکم شد و این دادگاه نیز در ۱۲ تیر ۱۳۹۳، شکواییه ایران را پذیرفت و خواستار لغو این تحریم و برخی تحریم‌های یکسویه دیگر شد. با این‌حال، مقامات سیاسی اتحادیه اروپایی، از نگه داشتن این شرکت در لیست تحریم‌های اتحادیه اروپا علیه ایران خبر دادند و در نهایت، در بهمن ۱۳۹۳، مجدداً این حکم را تصویب کردند. دادگاه عالی لندن نیز یک هفته بعد از این اقدام، این شرکت را تحریم کرد. سال ۲۰۱۴ یک دادگاه اروپایی تحریم شرکت ملی نفتکش ایران را غیرقانونی و غیرمعقول اعلام کرده بود. در سال ۲۰۲۰ نام وزیر نفت، مدیر عامل شرکت ملی نفت، و مدیر عامل شرکت ملی نفتکش و چندین شرکت و شخص در لیست تحریم‌ها قرار گرفت که این امر نشان می‌دهد تغییرات در سهام این شرکت و اصطلاحاً خصوصی‌سازی تأثیری در فرار از تحریم‌ها نداشته‌است.

## تاریخچه توسعه
شرکت ملی نفتکش ایران در طول دهه‌ها با توسعه ناوگان خود و به‌کارگیری فناوری‌های پیشرفته در حوزه حمل و نقل دریایی به یکی از بازیگران اصلی در صنعت نفت‌کش جهان تبدیل شد. در دهه‌های ۱۳۵۰ و ۱۳۶۰، این شرکت با خرید نفت‌کش‌های مدرن و بزرگ، ظرفیت حمل و نقل خود را به میزان قابل توجهی افزایش داد. تا سال ۱۳۴۹، تمامی سهام این شرکت به شرکت ملی نفت ایران واگذار شد و از آن زمان تحت مالکیت کامل این شرکت دولتی قرار گرفت.

## ناوگان و عملیات
ناوگان NITC شامل ۴۲ نفت‌کش است که برخی از بزرگ‌ترین و مدرن‌ترین نفت‌کش‌های جهان را شامل می‌شود. این نفت‌کش‌ها قادر به حمل میلیون‌ها بشکه نفت خام در هر سفر هستند و نقش حیاتی در زنجیره تأمین انرژی جهانی ایفا می‌کنند. نفت‌کش‌های این شرکت نه تنها نفت خام ایران را به بازارهای صادراتی در آسیا، اروپا و آمریکای لاتین انتقال می‌دهند، بلکه محموله‌های نفتی را برای شرکت‌های بزرگ نفتی مانند شل، توتال، آرامکو، شرکت دولتی نفت کویت و ادنوک نیز حمل می‌کنند.

## چالش‌ها و تحریم‌ها
NITC در طول سال‌ها با چالش‌های مختلفی روبرو بوده است، از جمله تحریم‌های بین‌المللی که به دلیل برنامه هسته‌ای ایران اعمال شده است. این تحریم‌ها تاثیرات جدی بر عملیات شرکت گذاشته‌اند و موجب محدودیت‌هایی در دسترسی به بازارهای بین‌المللی و خدمات بیمه‌ای شده‌اند. با این حال، نفتکش توانسته است با اتخاذ استراتژی‌های مختلف، از جمله استفاده از روش‌های نوین مدیریت ریسک و انعقاد قراردادهای جدید، همچنان به فعالیت‌های خود ادامه دهد.

## چشم‌انداز و آینده
با توجه به تغییرات در بازار جهانی نفت و تحولات ژئوپلتیک، شرکت ملی نفتکش ایران به دنبال توسعه و به‌روزرسانی ناوگان خود و بهبود فناوری‌های مورد استفاده در حمل و نقل دریایی است. این شرکت همچنین به دنبال افزایش همکاری‌های بین‌المللی و ورود به بازارهای جدید است تا بتواند در برابر چالش‌های آینده مقاومت کند و نقش خود را در صنعت نفت‌کش جهانی حفظ نماید.

## نقش در اقتصاد ملی
شرکت ملی نفتکش ایران نقش مهمی در اقتصاد ملی ایران ایفا می‌کند. این شرکت با تسهیل صادرات نفت خام، درآمدهای ارزی قابل توجهی برای کشور فراهم می‌کند. علاوه بر این، فعالیت‌های شرکت ملی نفتکش ایران به ایجاد اشتغال مستقیم و غیرمستقیم در بخش‌های مختلف از جمله صنایع دریایی، تعمیرات و نگهداری نفت‌کش‌ها و خدمات پشتیبانی مرتبط کمک می‌کند.

شرکت ملی نفتکش ایران با داشتن یکی از بزرگ‌ترین ناوگان‌های نفت‌کش جهان و با وجود چالش‌های بین‌المللی، همچنان به عنوان یکی از بازیگران اصلی در بازار حمل و نقل دریایی نفت خام فعالیت می‌کند. این شرکت با بهره‌گیری از تجربیات گذشته و به‌کارگیری استراتژی‌های جدید، به دنبال حفظ و تقویت موقعیت خود در بازارهای بین‌المللی و تأمین نیازهای انرژی جهان است.

## گواهی‌نامه‌ها
- گواهینامه بین‌المللی ایزو ۹۰۰۷
- گواهینامه بین‌المللی مدیریت ایمنی (ISM)
- گواهینامه بین‌المللی سازمان محیط زیست (ISO ۱۴۰۰۱)
- گواهینامه برنامه‌ریزی سیستم نگهداری (PMS)
- گواهینامه شرایطی نظارت پایه (CBM)
- گواهینامه شرایطی نظارت پایه (CBM)
- کشتی و امنیت بین‌المللی بندر (ISPS)
- گواهی جایزه سبز (GAC)
- شخصیت سال ۲۰۰۴ غرب و آسیای مرکزی (Seatrade Award)
- آموزش و پرورش (Seatrade Award)
- متصدی سال نفت‌کش ۲۰۰۵

## سوانح و حوادث
- برخورد تانکر غول‌پیکر دریم ۲ متعلق به شرکت ملی نفتکش ایران و کشتی ام‌اس‌سی الکساندرا متعلق به شرکت ام‌اس‌سی سوئیس در مرداد ۱۳۹۵[۱۵] (بعد از واگذاری به شستا)
- برخورد نفتکش سانچی متعلق به شرکت ملی نفتکش ایران با کشتی فله‌بر سی‌اف کریستال با پرچم هنگ‌کنگ در دی ۱۳۹۶[۱۶] (بعد از واگذاری به شستا)
- مشکلات فنی برای کشتی هپینس، هلم و سابیتی (بعد از واگذاری به شستا)